# Earth (группа)
Earth — американская дроун-дум-группа, созданная в Олимпии, Вашингтон. Основатель, лидер и идейный вдохновитель группы — Дилан Карлсон. Несмотря на то, что они играли во многих стилях, более всего они прославились как первопроходцы стиля дроун-дум, к которому и относятся первые записи коллектива, однако в дальнейшем группа много экспериментировала со звучанием. Большую часть их творчества нельзя отнести к какому-либо определённому жанру или стилю, но основу звучания Earth, вне зависимости от периода, составляют очень медленные и растянутые гитарные переборы и риффы, а также общая приверженность минимализму, которая в разные времена принимает разные формы — если ранние альбомы представляли собой каноничный дроун-дум с монолитной стеной звука, сопровождаемой тягучими дум-металлическими риффами, то позже звучание прогрессировало в разных направлениях. Так, в альбоме «Pentastar: In the Style of Demons» группа играет близкий к традиционному стоунер-рок, со всего лишь незначительным влиянием дроуна, в альбоме «Hex; or Printing in the Infernal Method» в большинстве композиций встречаются характерные для блюза и кантри гитарные переборы, при этом сильно растянутые и местами утяжелённые со многими элементами дроун-дума и минимальным аккомпанементом (что, по мнению некоторых критиков и фанатов, было вдохновлено саундтреком Нила Янга к фильму Джима Джармуша «Мертвец») , а в более поздних альбомах звучание начинает испытывать влияние психоделического рока и приобретает некоторые джазовые и построковые элементы, при этом оставаясь верным старым традициям.

## Дискография

### Студийные альбомы
- Earth 2: Special Low-Frequency Version (1993)
- Phase 3: Thrones and Dominions (1995)
- Pentastar: In the Style of Demons (1996)
- Legacy of Dissolution (remix album) (2005)
- Hex; Or Printing in the Infernal Method (2005)
- Hibernaculum (2007)
- The Bees Made Honey in the Lion's Skull (2008)
- Angels of Darkness, Demons of Light I (2011)
- Angels of Darkness, Demons of Light II (2012)
- Primitive and Deadly (2014)

### Концертные альбомы
- Sunn Amps and Smashed Guitars (1996)
- 070796 Live (2003)
- Living in the Gleam of an Unsheathed Sword (2005)
- Live Hex: In a Large City on the North American Continent (2006)
- Live Europe 2006 (2007)
- Radio Earth (2008)

### EP
- Earth (1990)
- Extra-Capsular Extraction (1991)

### Сплиты
- с KK Null (2003)
- Angel Coma with Sunn O))) (2006)
- с Tribes of Neurot (2007)
- с Sir Richard Bishop (2008)

## Участники

### Текущие
- Дилан Карлсон — гитара, иногда вокал, иногда перкуссия
- Эдриэнн Дэвис — ударные
- Дон МакГриви — бас
- Стив «Стебмо» Мур — клавишные

### Остальные
- Slim Moon — вокал
- Greg Babior — гитара
- Joe Preston — бас, перкуссия
- Ian Dickson — гитара, бас
- Dave Harwell — бас
- Sean McElligot — гитара
- Michael McDaniel — ударные
- Jonas Haskins — гитара-баритон